# Puchar Słowacji w koszykówce kobiet
Puchar Słowacji w koszykówce kobiet (słow. Slovenský pohár v basketbale žien) – cykliczne krajowe rozgrywki sportowe, prowadzone systemem pucharowym, organizowane corocznie (co sezon) przez Słowacki Związek Koszykówki dla słowackich żeńskich klubów koszykarskich. Drugie – po mistrzostwach Słowacji – rozgrywki w hierarchii ważności, w słowackiej koszykówce kobiet. Rozgrywki zostały zainicjowane w 1994, po rozpadzie Czechosłowacji (31 grudnia 1992).

## Finalistki pucharu
| Sezon                                                               | Zdobywca pucharu        | Wynik         | Finalista pucharu           |
| ------------------------------------------------------------------- | ----------------------- | ------------- | --------------------------- |
| 1994/95                                                             | Sporiteľňa Bratysława   |               |                             |
| 1995/96                                                             | Spartak SAM Myjava      | 95–69         | Cassovia Koszyce            |
| 1996/97                                                             | MŠK SIPOX Rużomberk     |               |                             |
| 1997/98                                                             | TORY Koszyce            | 78–68         | Delta Management Koszyce    |
| 1998/99                                                             | Spartak SAM Myjava      | 63–50         | UMB Bańska Bystrzyca        |
| 1999/00                                                             | CBK Cassovia Bardejów   | 71–39 / 59–87 | UMB Bańska Bystrzyca        |
| 2000/01                                                             | CBK Cassovia Bardejów   | 69–52 / 68–67 | Slovan JOPA Bratysława      |
| 2001/02                                                             | Slovan JOPA Bratysława  | 93–61 / 63–66 | UMB Bańska Bystrzyca        |
| 2002/03                                                             | Delta V.O.D.S. Koszyce  | 81–62 / 69–65 | UMB Bańska Bystrzyca        |
| 2003/04                                                             | Delta I.C.P. Koszyce    | 114–33        | Istrobanka LS UK Bratysława |
| W sezonach 2004/2005 i 2005/2006 rozgrywki o puchar nie odbyły się. |                         |               |                             |
| 2006/07                                                             | K CERO V.O.D.S. Koszyce | 71–57         | MBK Rużomberk               |
| 2007/08                                                             | KOSIT 2013 Koszyce      | 89–50         | BK Inpek UKF Nitra          |
| 2008/09                                                             | Maxima Broker Koszyce   | 85–46         | BK Inpek UKF Nitra          |
| 2009/10                                                             | Dobrí Anjeli Koszyce    | 98–73         | BK Inpek UKF Nitra          |
| 2010/11                                                             | Dobrí Anjeli Koszyce    | 96–55         | ŽBK Whirlpool Poprad        |
| 2011/12                                                             | Good Angels Koszyce     | 79–36         | ŽBK Whirlpool Poprad        |
| 2012/13                                                             | Good Angels Koszyce     | 76–58         | MBK Rużomberk               |
| 2013/14                                                             | Good Angels Koszyce     | 78–65         | Pieszczańskie Czajki        |
| 2014/15                                                             | Good Angels Koszyce     | 84–53         | MBK Rużomberk               |
| 2015/16                                                             | Good Angels Koszyce     | 55–45         | Pieszczańskie Czajki        |
| 2016/17                                                             | Pieszczańskie Czajki    | 59–53         | Good Angels Koszyce         |
| 2017/18                                                             | Good Angels Koszyce     | 62–61         | Pieszczańskie Czajki        |
| 2018/19                                                             | MBK Rużomberk           | 78–61         | Pieszczańskie Czajki        |
| 2019/20                                                             | MBK Rużomberk           | 67–59         | Pieszczańskie Czajki        |
| 2020/21                                                             | Young Angels Koszyce    | 54–51         | Pieszczańskie Czajki        |
| 2021/22                                                             | MBK Rużomberk           | 59–47         | Pieszczańskie Czajki        |
| 2022/23                                                             | Pieszczańskie Czajki    | 82–57         | Slávia Bańska Bystrzyca     |

### Bilans finalistek
| M.  | Klub                           | Triumfatorki                                                                            | Finalistki                                   |
| --- | ------------------------------ | --------------------------------------------------------------------------------------- | -------------------------------------------- |
| 1.  | Young Angels Koszyce           | 14 (2003, 2004, 2007, 2008, 2009, 2010, 2011, 2012, 2013, 2014, 2015, 2016, 2018, 2021) | 1 (2017)                                     |
| 2.  | MBK Rużomberk                  | 4 (1997, 2019, 2020, 2022)                                                              | 3 (2007, 2013, 2015)                         |
| 3.  | Pieszczańskie Czajki           | 2 (2017, 2023)                                                                          | 7 (2014, 2016, 2018, 2019, 2020, 2021, 2022) |
| 4.  | BK SOUŽ Cassovia Koszyce       | 2 (2000, 2001)                                                                          | 1 (1996)                                     |
| 5.  | BO TJ Spartak Myjava           | 2 (1996, 1999)                                                                          |                                              |
| 6.  | BK Slovan Bratysława           | 1 (2002)                                                                                | 1 (2001)                                     |
| 7.  | TORY Koszyce                   | 1 (1998)                                                                                |                                              |
| 8.  | Sporiteľňa Bratysława          | 1 (1995)                                                                                |                                              |
| 9.  | BK Slávia UMB Bańska Bystrzyca |                                                                                         | 4 (1999, 2000, 2002, 2003)                   |
| 10. | BK Inpek UKF Nitra             |                                                                                         | 3 (2008, 2009, 2010)                         |
| 11. | ŽBK Poprad                     |                                                                                         | 2 (2011, 2012)                               |
| 12. | Delta Termostav Mráz Koszyce   |                                                                                         | 1 (1998)                                     |
| 12. | Istrobanka LS UK Bratysława    |                                                                                         | 1 (2004)                                     |
| 12. | Slávia Bańska Bystrzyca        |                                                                                         | 1 (2023)                                     |